# Eric Zwijnenberg
Eric Zwijnenberg (Heiloo, 1 mei 1946) is een Nederlands fysicus en vrijwillig molenaar. Hij was medeoprichter en voorzitter van het Gilde van Molenaars.

## Levensloop
Zwijnenberg werd geboren in Heiloo, als zoon van P.Th. Zwijnenberg (1912-1996) en E.Th.C. Zwijnenberg-Ruiter (1912-1985). Hij groeide op in Amsterdam aan de Herengracht. Hij studeerde sterrenkunde, en is in 1976 gepromoveerd tot doctor in de Wiskunde en Natuurwetenschappen aan de Rijksuniversiteit te Leiden onder Hendrik C. van de Hulst. Na zijn studie werd hij docent, en gaf jarenlang les aan de HTS Alkmaar.
In 1953 betrok de familie Zwijnenberg de Wimmenumer Molen nabij Egmond aan den Hoef als zomer- en weekendverblijf. Twee jaar later kochten zij de molen, die Eric Zwijnenberg sinds 1967 als vrijwillig molenaar in stand houdt. In 1976 nam hij de molen over. In 1967 was Zwijnenberg betrokken bij het starten van een opleiding tot vrijwillig molenaar, wat in 1972 resulteerde in de officiële oprichting van het Gilde van Vrijwillige Molenaars, waarvan hij in 1972 en 1973 voorzitter was. Deze vereniging organiseert de opleiding voor vrijwillig molenaars. De examens worden afgenomen door vereniging De Hollandsche Molen. Zwijnenberg ontving als eerste kandidaat in 1970 het diploma. In 1973 was hij de bedenker van de Nationale Molendag. Samen met zijn vader legde hij in 1979 ook de basis voor het Nederlandse Molenbestand, waarvan de eerste druk in 1981 verscheen. De laatste druk verscheen in 2008.
Zwijnenberg zat en zit in diverse molenorganisaties, waaronder sinds 1976 de stichting De Zijper Molens.

## Onderscheidingen

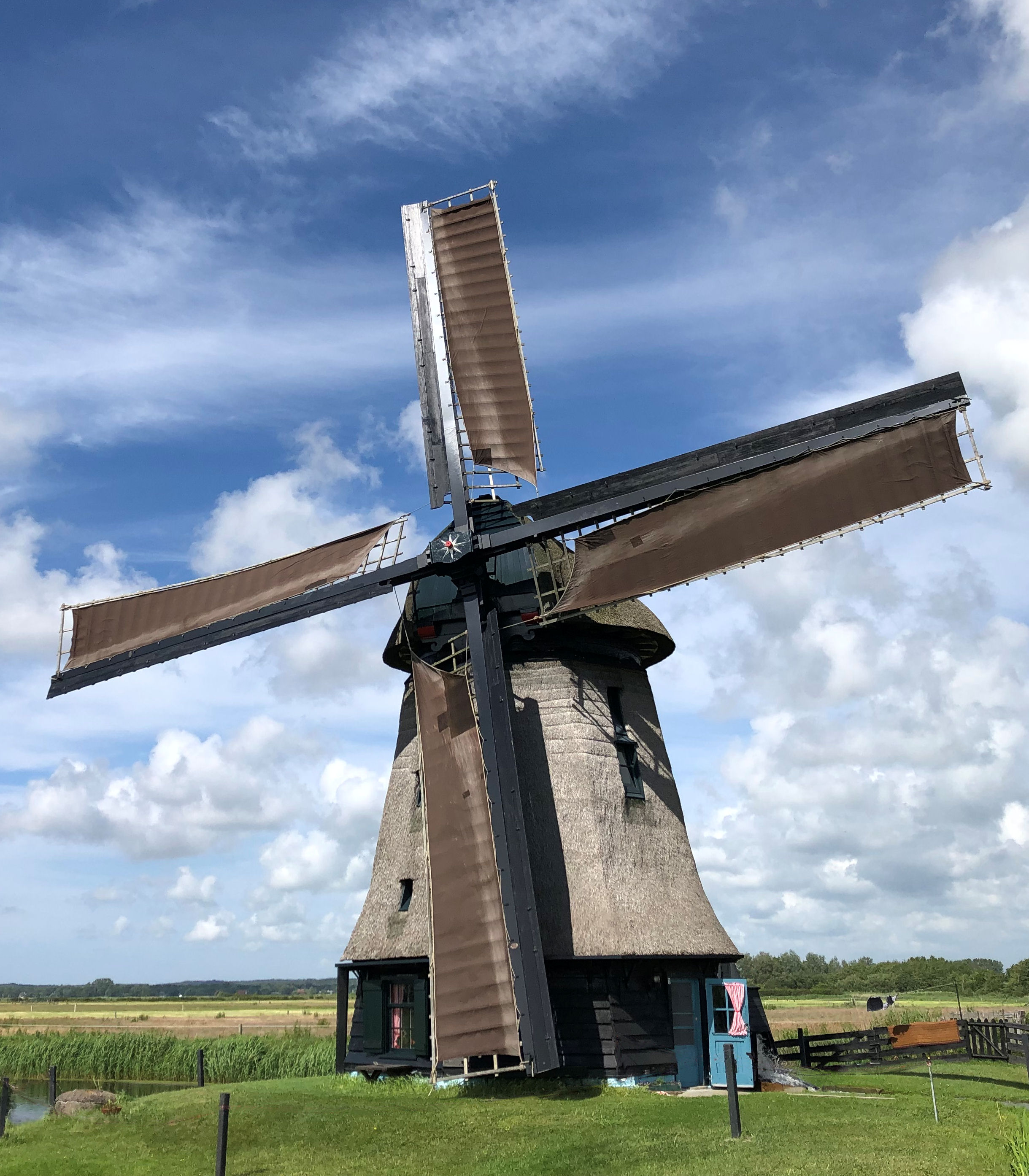
Wimmenumer Molen nabij Egmond aan den Hoef.

In 1997 werd Zwijnenberg benoemd tot Ridder in de orde van Oranje Nassau. In 2016 werd hij onderscheiden met een Zilveren Anjer voor zijn jarenlange inspanningen ten behoeve van het molenbehoud in Nederland in het algemeen en in Noord-Holland in het bijzonder.

## Publicaties, een selectie
- Observation of brightness profiles of the soft X-ray background in Gemini, Orion and Eridanus, 1976,
- Het Nederlandse molenbestand : overzicht van alle nog aanwezige wind- en watermolens, gerangschikt per provincie en alfabetisch op plaatsnaam, De Hollandsche Molen, 10e druk, 1997.
- Molengids Noord-Holland, met Bart Slooten en Jaap van der Veen, 2004,
- Molens in Noord-Holland, inventarisatiegegevens met Bart Slooten en Klaas Zaal sr, 2007,
- Weidemolens in Noord-Holland van hout en van staal, met Bart Slooten en Meindert L. Stokroos, 2013.

Over Zwijnenberg
- Dijkers, R, "In gesprek met ...... Eric Zwijnenberg," Molenpost 1993, nr.3,  blz 3-8.
- Marjolein Eijkman, "’Ik ben jaloers op mezelf’," Noordhollands Dagblad, 24 mei 2016

## Trivia
- Tussen 2008 en 2014 schreef Zwijnenberg twee blogs over zijn old-timers, een Peugeot 203 uit 1957 en een Simca Versailles uit 1956, waarmee hij deelneemt aan cultuur-historische activiteiten in de regio.[10][11]